# NGC 6616
NGC 6616 (również PGC 61693 lub UGC 11192) – galaktyka spiralna (Sab), znajdująca się w gwiazdozbiorze Herkulesa. Odkrył ją Lewis A. Swift 14 lipca 1885 roku.
W galaktyce tej zaobserwowano supernową SN 2002dk.